# Bánh gừng hình người
Bánh gừng hình người (tiếng Anh: gingerbread man) là một loại bánh bích quy hoặc bánh quy ngọt làm từ bánh mì gừng theo khuôn hình người. Trong các dịp lễ Phục sinh, Giáng sinh, Halloween, các kiểu hình thù khác như cây thông, bông tuyết, động vật cũng rất phổ biến

## Lịch sử
Bánh gừng được biết tới từ thế kỷ 15 và phong cách làm bánh theo hình xuất hiện từ thế kỷ 16. Ghi nhận đầu tiên về bánh quy gừng theo hình là tại cung điện của nữ vương Elizabeth I (Anh Quốc) khi những chiếc bánh được làm theo hình dáng những vị khách của bà.

## Chế biến

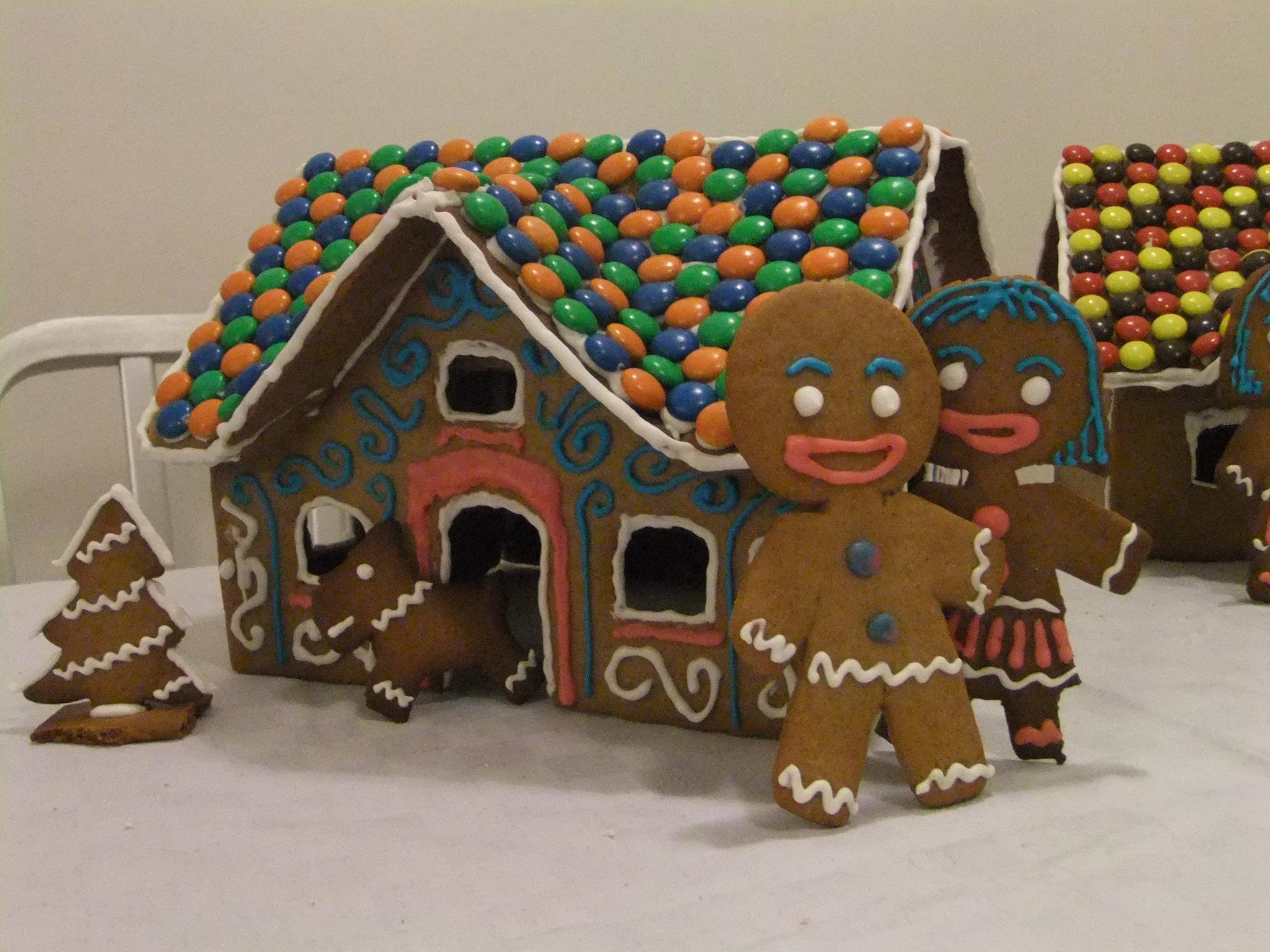
Hai vợ chồng và chú chó bên cạnh ngôi nhà bánh gừng

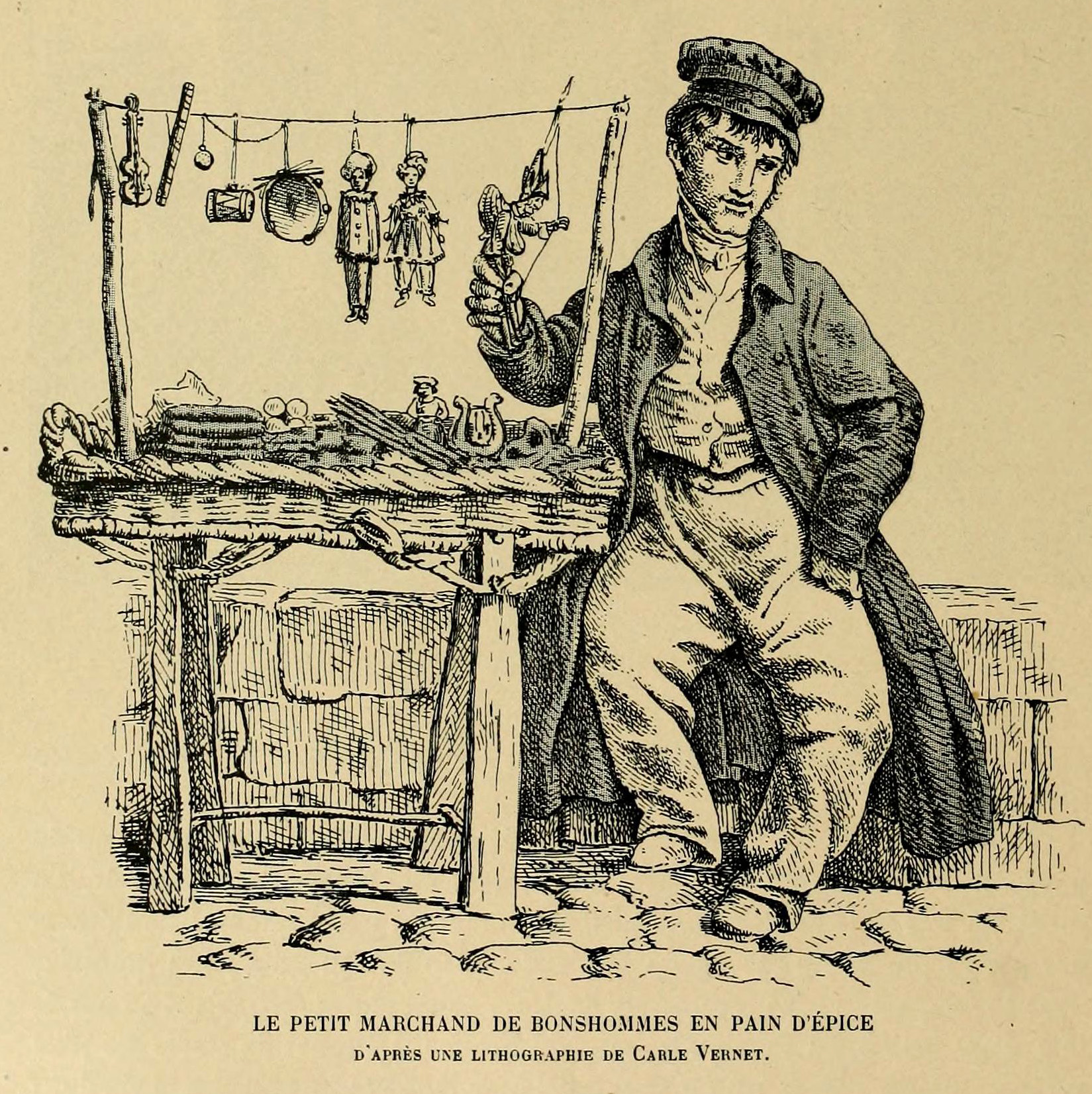
Tranh về người bán bánh gừng (1902)

Hầu hết bánh gừng kiểu này có hình dạng giống người, tứ chi nặn tròn và không có ngón. Phần mặt, quần áo, khuy áo được trang trí bằng sô-cô-la, kem lạnh, kẹo gôm.
Theo Sách Kỷ lục Guinness, bánh gừng hình người lớn nhất thế giới được một nhân viên của IKEA ở Oslo, Na Uy chế biến vào ngày 9 tháng 11 năm 2009. Chiếc bánh nặng khoảng 651 kg.

## Hình ảnh

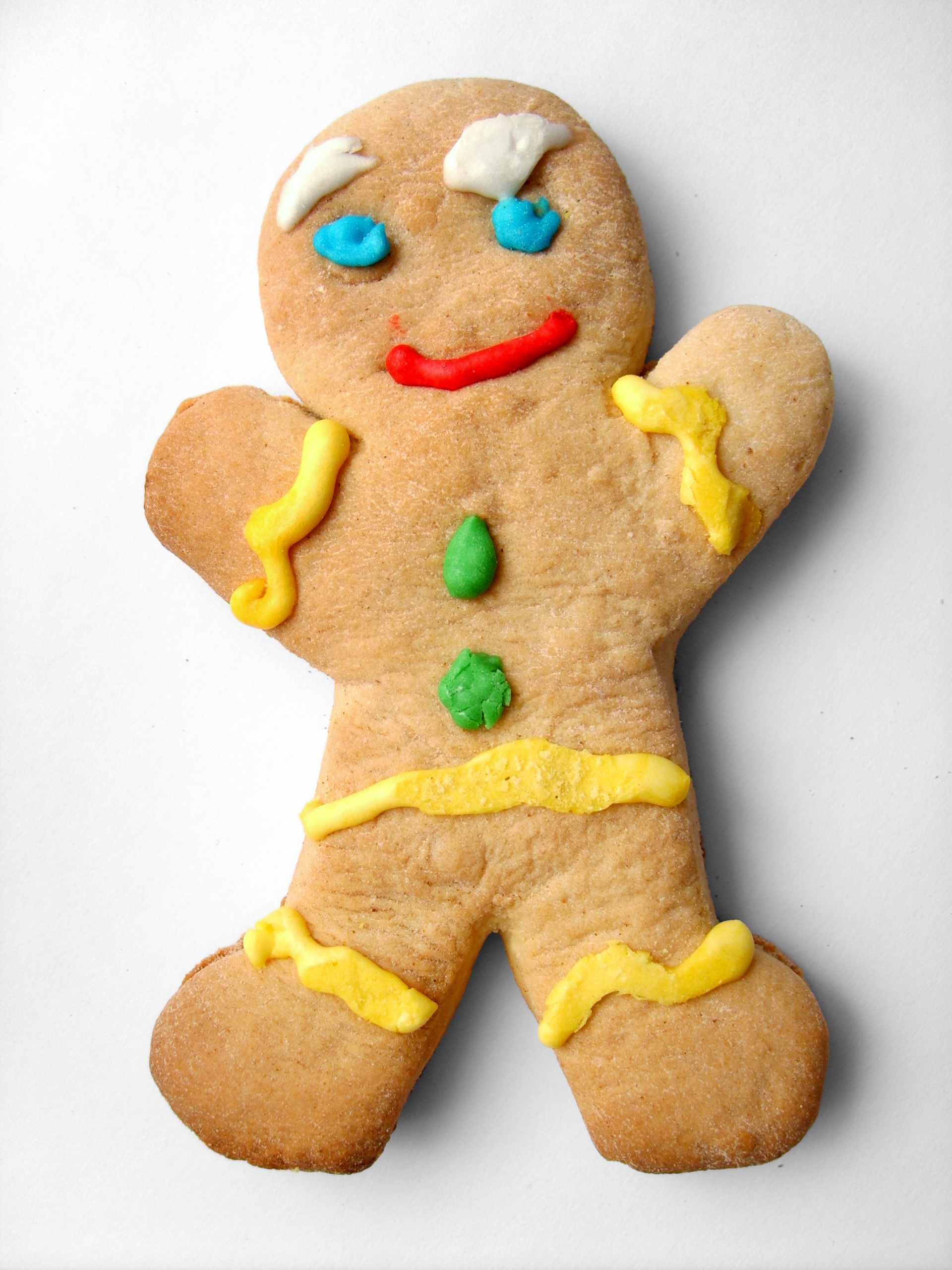
Bánh gừng trang trí
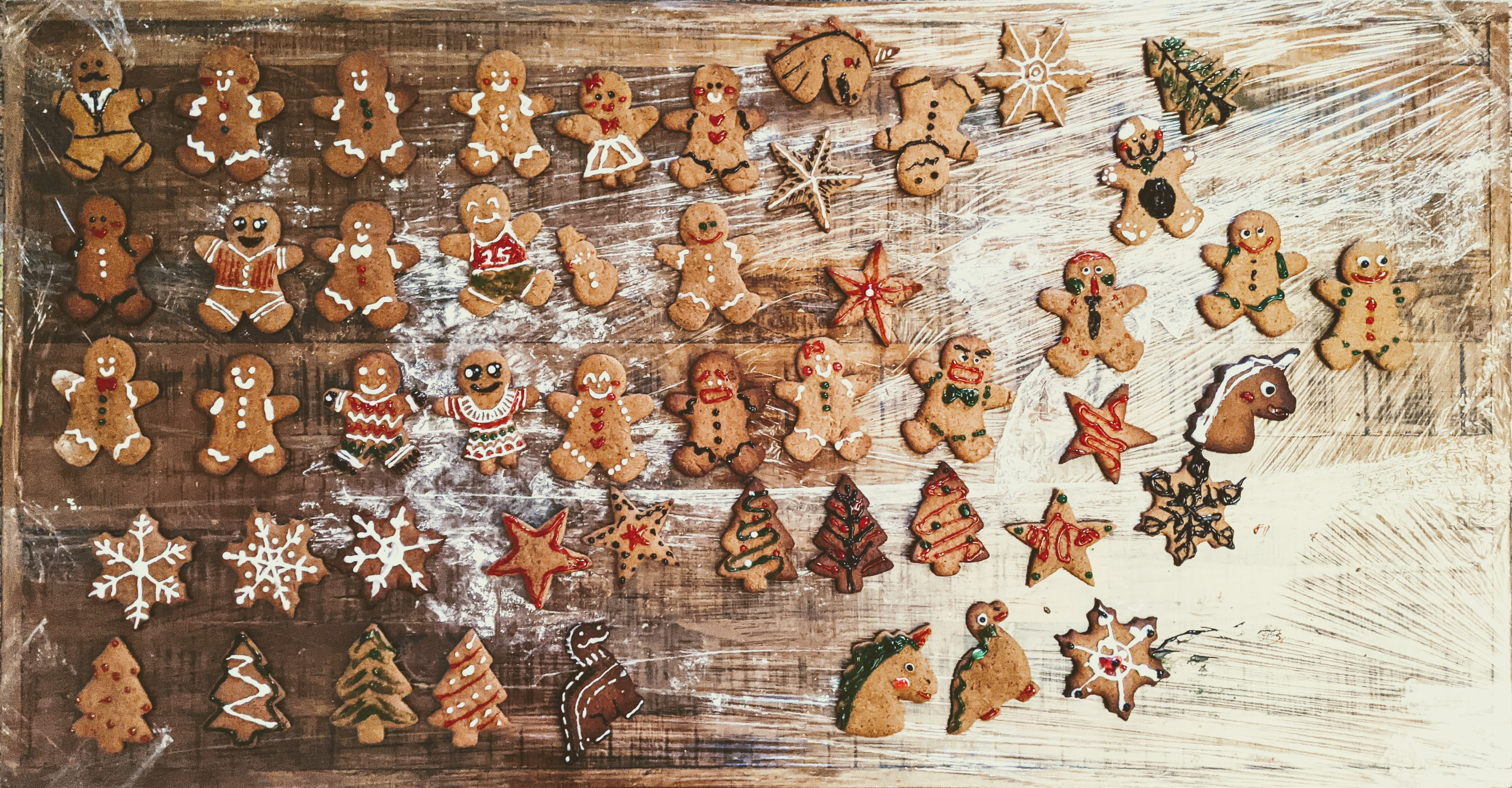
Bánh quy gừng với nhiều hình khác nhau
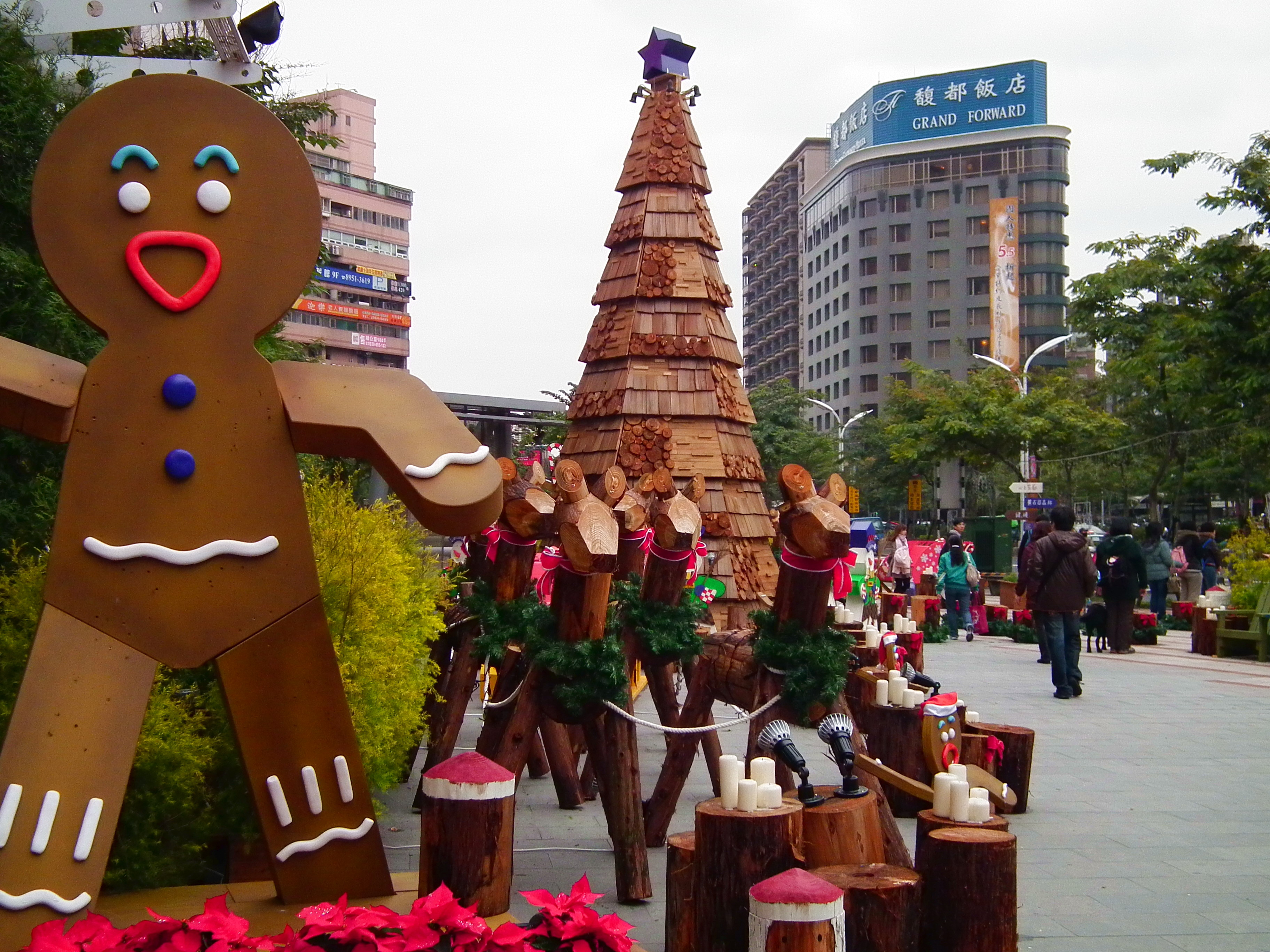